# Brillantissime
Brillantissime, född 30 april 2011 i Frankrike, är en fransk varmblodig travhäst som tävlade mellan 2013 och 2017. Han tränades av sin ägare Philippe Allaire under hela karriären, och kördes då av Joseph Verbeeck (2013–2014) och Pierre Vercruysse (2014-2017).
Under sin tävlingskarriär sprang han in cirka 1 miljoner euro på 46 starter varav 14 segrar, 7 andraplatser och 3 tredjeplatser. Han tog karriärens största segrar i Gran Premio d'Europa (2015) och Gran Premio Duomo (2016).
Han har även segrat i stora lopp som Prix Emmanuel Margouty (2013), Prix Maurice de Gheest (2014), Prix Paul Karle (2014), Prix Kalmia (2014), Prix Henri Cravoisier (2014), Prix Gaston Brunet (2015), Gran Premio Continentale (2015) och på andraplats i Prix Albert-Viel (2014), Prix Victor Régis (2014), Critérium des 3 ans (2014), Prix de Tonnac-Villeneuve (2015) och på tredjeplats i Prix Abel Bassigny (2014) och Prix Phaeton (2015).

## Statistik

### Större segrar
| År   | Lopp                     | Kusk              | Vinstbelopp | Grupp   |
| ---- | ------------------------ | ----------------- | ----------- | ------- |
| 2013 | Prix Emmanuel Margouty   | Joseph Verbeeck   | 54 000 EUR  | Grupp 2 |
| 2014 | Prix Maurice de Gheest   | Joseph Verbeeck   | 54 000 EUR  | Grupp 2 |
| 2014 | Prix Paul Karle          | Joseph Verbeeck   | 54 000 EUR  | Grupp 2 |
| 2014 | Prix Kalmia              | Joseph Verbeeck   | 54 000 EUR  | Grupp 2 |
| 2015 | Prix Gaston Brunet       | Pierre Vercruysse | 54 000 EUR  | Grupp 2 |
| 2015 | Gran Premio Continentale | Pierre Vercruysse | 75 000 EUR  | Grupp 1 |
| 2015 | Gran Premio d'Europa     | Pierre Vercruysse | 75 000 EUR  | Grupp 1 |
| 2016 | Gran Premio Duomo        | Pierre Vercruysse | 39 000 EUR  | Grupp 1 |